# Кастеллетто-сопра-Тічино
Кастеллетто-сопра-Тічино (італ. Castelletto sopra Ticino, п'єм. Castalèt) — муніципалітет в Італії, у регіоні П'ємонт,  провінція Новара.
Кастеллетто-сопра-Тічино розташоване на відстані близько 530 км на північний захід від Рима, 105 км на північний схід від Турина, 30 км на північ від Новари.
Населення — 10 062 особи (2014).
Щорічний фестиваль відбувається 17 січня. Покровителі — святий Антоній Великий.

## Демографія
Населення за роками:

Станом на 1 січня 2023 року в муніципалітеті офіційно проживало 966 іноземців з 69 країн, серед них 187 громадян країн Євросоюзу та 65 громадян України.

## Сусідні муніципалітети
- Борго-Тічино
- Коміньяго
- Дормеллетто
- Голазекка
- Сесто-Календе
- Сомма-Ломбардо
- Варалло-Помбія